# Bosbranden in Griekenland 2023

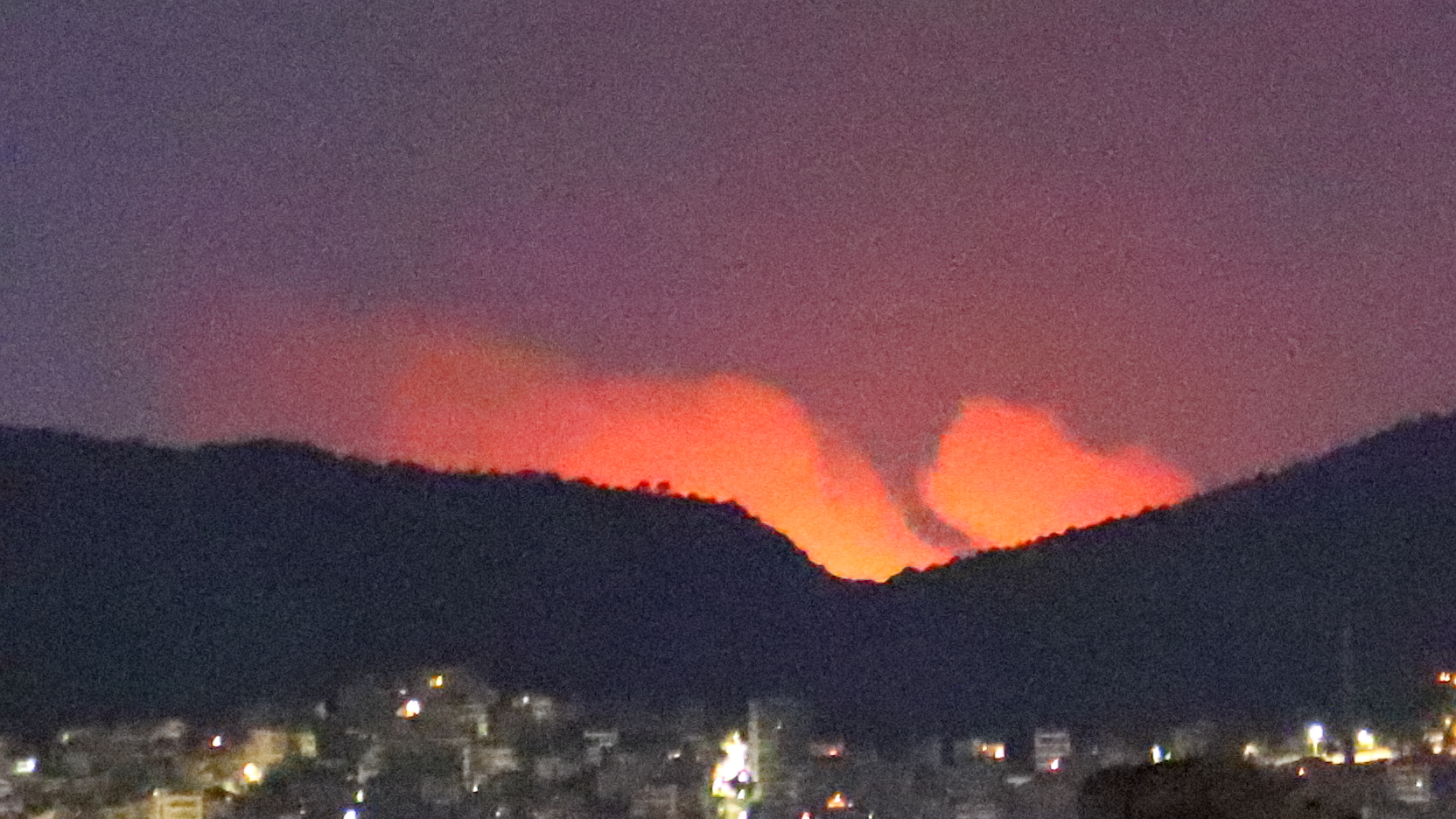
Gloed van een bosbrand op het Griekse schiereiland Attica (18 juli 2023)

Sinds midden juli 2023 teisteren minstens tachtig bosbranden verscheidene plaatsen in Griekenland.  De branden worden verergerd door de zeer hoge temperaturen van boven de 40 °C, in combinatie met extreme droogte en geregeld opstekende wind. Volgens wetenschappers is er een rechtstreeks verband met de opwarming van de Aarde, die in het Middellandse Zeegebied nog sneller gaat dan op veel plekken elders in de wereld.
Op het toeristische eiland Rhodos waren volgens de autoriteiten op 25 juli al meer dan 20.000 mensen geëvacueerd. Volgens minister Vassilis Kikilias had de Griekse brandweer inmiddels meer dan 500 branden bestreden, ruim 50 per dag.  Een van de ingezette blusvliegtuigen stortte neer op het eiland Evia, met twee doden tot gevolg.

## Bosbranden

### Rhodos

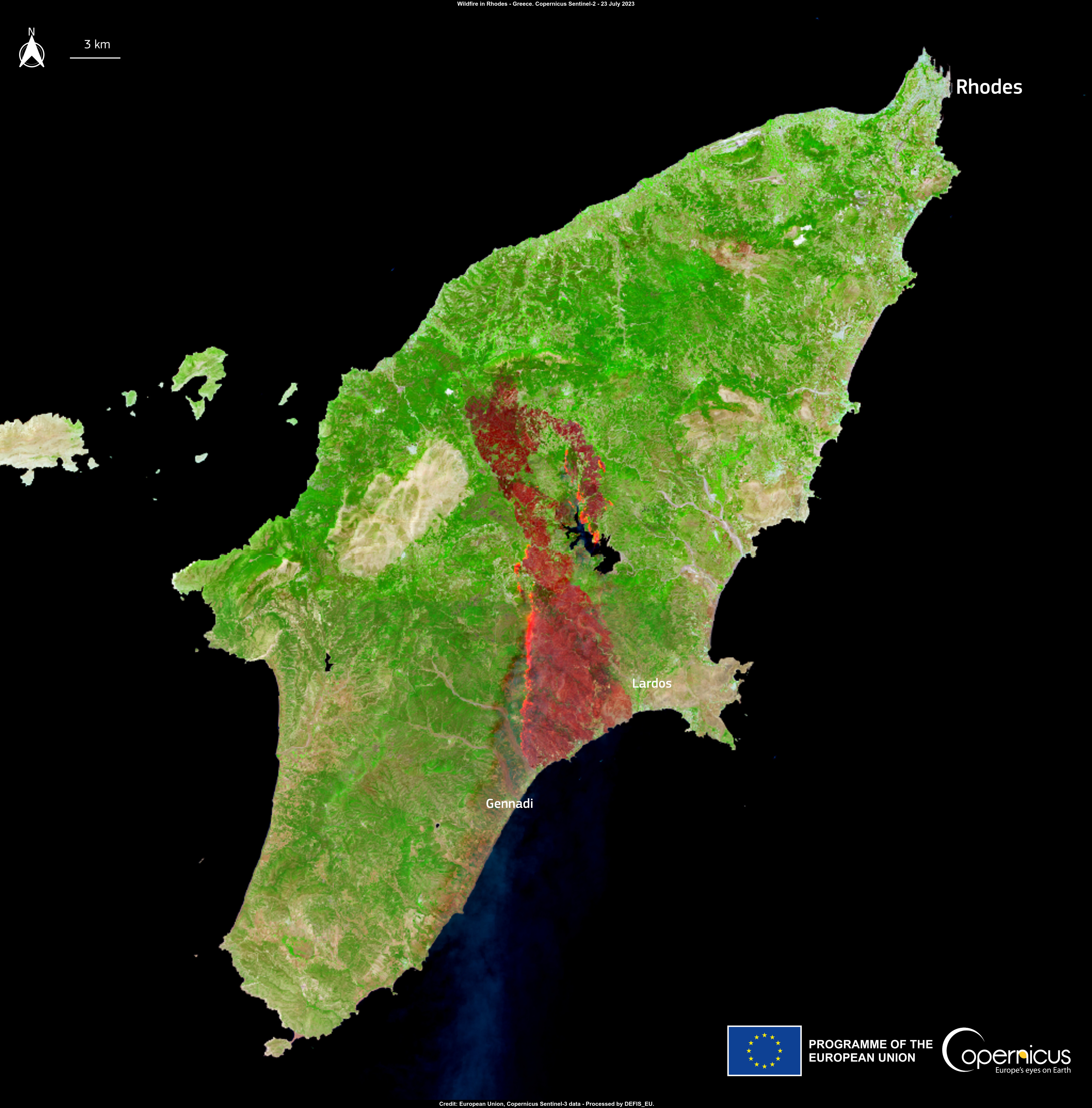
De bosbranden op Rhodos op 23 juli 2023

Op het zuidoostelijke deel van Rhodos woedden sinds 17 juli meerdere bosbranden. Brandweerlieden kregen de vuurhaarden niet onder controle, waardoor op 22 juli naar schatting 19.000 bewoners en toeristen over land en zee moesten worden geëvacueerd. Er werden een algemeen alarm naar de bewoners van het eiland gestuurd om hen te waarschuwen voor de bosbranden en om te evacueren. In Kiotari vielen drie hotels ten prooi aan de vlammen.
De brandweer van Rhodos verklaarde dat de branden daar de "grootste evacuatieoperatie" ooit op het eiland veroorzaakten, waarbij de brandweer onder andere 10 blusvliegtuigen, acht blushelikopters, meer dan 260 brandweermannen, 49 brandweerwagens en honderden vrijwilligers inzette om de vuurzee op het eiland aan te pakken.
Op 23 juli 2023 werden 1.200 extra mensen geëvacueerd uit de dorpen Pefki, Lindos en Kalathos. Vluchten naar Rhodos van de Britse reisagentschap Jet2.com werden geannuleerd tot 30 juli 2023 en van TUI tot 26 juli 2023.

### Attica
Op 17 juli braken drie grote bosbranden uit in het gebied Attica. De Griekse autoriteiten gaven dorpelingen in het zuiden van de hoofdstad Athene opdracht hun huizen te evacueren. Op 20 juli laaiden de bosbranden in het bergachtige gebied bij Penteli, nabij Athene, weer op als gevolg van de wind, waardoor evacuatie in de stad noodzakelijk werd.

### Corfu
Op 23 juli werden 2500 mensen preventief geëvacueerd op Corfu na het uitbreken van grote bosbranden op het eiland. Mensen op de plaatsen Rou, Katakolo, Kentroma, Tritsi, Kokokila, Sarakiniatika, Plagia, Kalami, Vlachatika en Kavalerena kregen het advies om te evacueren en naar Ipsos te gaan, terwijl mensen in Viglatouri en Nisaki het advies kregen om te evacueren naar Barbati.

### Evia
In Karystos bereikten de vlammen een hoogte van 20 meter en de burgemeester vroeg om meer gebruik van luchtvoertuigen bij blusoperaties. Een man zou zijn overleden aan een hitteberoerte als gevolg van de bosbranden op het eiland Evia. Vijf dorpen werden ontruimd.
Op 25 juli 2023 stortte een Canadair CL-215 neer nabij het dorp Platanistos, waarbij de twee Griekse piloten (twee mannen van 34 en 27) omkwamen. Tijdens het blussen had de rechtervleugel van het blusvliegtuig een boom geraakt. Er werden drie dagen van rouw afgekondigd en minister Mitsotakis annuleerde een gepland bezoek aan Cyprus.

### Alexandroupoli
Vanaf 21 augustus liet een grote bosbrand ongeveer 73.000 hectare (730 vierkante kilometer) afbranden in de buurt van Alexandroupoli nabij de Turkse grens, vooral in het bos van Dadia, waarbij 18 mensen omkwamen. Deze brand werd door EU-functionarissen "De grootste brand tot dan geregistreerd in de EU" genoemd.

## Internationale hulp
De Europese Unie zette meer dan 450 brandweerlieden en zeven vliegtuigen in om de situatie in Griekenland te helpen. Daarvan hielpen 81 brandweerlieden, 26 voertuigen en drie vliegtuigen op het eiland Rhodos.
Op 23 juli stuurde de Britse regering een Rapid Deployment Team, bestaande uit hulpverleners, om Britse onderdanen op het eiland Rhodos te ondersteunen. Hun uitvalbasis was de internationale luchthaven van Rhodos.
- Bulgarije heeft 70 brandweerlieden met 14 voertuigen ingezet om Griekenland te helpen.
- Kroatië heeft een blusvliegtuig ingezet als onderdeel van de EU-bijstand.
- Egypte heeft drie blushelikopters ingezet.[21]
- Frankrijk, Israel en Italië stuurde elk twee blusvliegtuigen.[22]
- Jordanië stuurde vier blushelikopters naar Griekenland.[23]
- Malta stuurde 20 brandweerlieden naar Griekenland. Dit was de eerste keer dat dit kleine land brandweerlieden naar het buitenland stuurde.[24][25]
- Polen zette 149 brandweerlieden en 49 blusvoertuigen in.
- Roemenië stuurde 130 brandweerlieden en 25 brandweervoertuigen, die samen met hun Griekse collega's werden ingezet.
- Slowakije stuurde 31 brandweerlieden en 15 brandweervoertuigen.
- Turkije stuurde twee blusvliegtuigen en een helikopter op verzoek van president Erdoğan.